# Живко Михайлов
Живко Михайлов Михайлов е български офицер, бригаден генерал.

## Биография
Роден е на 20 април 1956 г. в Нова Загора. През 1975 г. завършва средно си образование в Сливен. От 1975 до 1979 г. учи във Висшето народно военно училище във Велико Търново. Службата си започва като началник на продоволственото и вещево снабдяване в поделение 34650. Там остава до 1982 г. От 1982 до 1984 г. е началник на вещево снабдяване в под. 34 560. През 1986 г. завършва Военната академия в София. След края на обучението си е началник на служба „Вещево снабдяване“ в тила на Военната академия. В периода 1987 – 1990 г. е преподавател по войскови и оперативен тил в Академията. От 1990 до 1994 г. е старши преподавател по същата дисциплина. За 1 година е главен асистент в катедра „Тил“ на Военната академия. Между 1995 и 1997 г. е началник на звено „Войскови тил“ в катедра „Тил“ на Военната академия. От 1997 до 1998 г. отново е главен асистент в катедра „Тил“ на Военната академия. В периода 1998 – 2000 г. учи генерал‐щабен курс в Общовойсковия колеж по отбраната в Париж. След завръщането си е назначен за заместник‐началник на отдел „Организационно‐планов” на КМТО (Командване на материално-техническо осигуряване) към Генералния щаб. От 2002 до 2004 г. става началник на отдела. Между 2004 и 2006 г. е заместник-командир на КМТО. През 2006 г. е назначен за заместник-командир на бригада „Логистика“. Остава на този пост до 2007 г., когато е назначен за началник на щаба на бригадата.
От 2008 до 2009 г. е заместник‐директор на дирекция „Логистика“ в Генералния щаб. На 3 май 2010 г. е назначен на длъжността директор на дирекция „Логистика“ и удостоен с висше офицерско звание бригаден генерал. На 26 март 2014 г. бригаден генерал Живко Михайлов е освободен от длъжността директор на дирекция „Логистика“ и от военна служба, считани от 20 април 2014 г. Награждаван е с Награден знак „За вярна служба под знамената“ – II степен.

## Военни звания
- Лейтенант (1979)
- Старши лейтенант (1982)
- Капитан (1985)
- Майор (1990)
- Подполковник (1995)
- Полковник (2001)
- Бригаден генерал (3 май 2010)